# Зустрічі після опівночі
«Зустрічі після опівночі» (фр. Les Rencontres d'après minuit) — французька еротична драма, поставлена режисером Яном Гонсалесом у 2013 році. Прем'єра фільму відбулася 20 травня 2013 року на 66-му Каннському кінофестивалі де він брав участь у програмі «Тиждень критиків». Музику до стрічки написав брат режисера Ентоні Гонсалес з групою M83. Французький футболіст та колишній гравець «Манчестер Юнайтед» Ерік Кантона знявся в ролі «Жеребця».

## Сюжет
Молоді коханці-геї Алі і Матіас, втомившись від повсякденної рутини, вирішили істотно розмаїтити своє сексуальне життя. Разом зі своїм покоївкою-трансвеститом Удо вони влаштовують на своїй розкішній віллі свінг-вечірки, які завжди проводяться після опівночі. До них приєднуються гості – Повія, Зірка, Жеребець і Тінейджер. Незабаром з'ясовується, що за кожним псевдонімом криються власні комплекси, особливості сексуальних уподобань і приховані у підсвідомості таємні бажання...

## У ролях
| Кейт Моран          | ···· | Алі                  |
| Нільс Шнайдер       | ···· | Матіас               |
| Ніколя Морі         | ···· | Удо                  |
| Ерік Кантона        | ···· | «Жеребець»           |
| Фаб'єнн Баб         | ···· | «Зірка»              |
| Ален-Фаб'єн Делон   | ···· | «Тінейджер»          |
| Джулі Бремон        | ···· | «Повія»              |
| Беатріс Даль        | ···· | «Пані комісар»       |
| Жан-Крістоф Буве    | ···· | головний бригадир    |
| Домінік Беттенфельд | ···· | співробітник поліції |

## Саундтрек
| Список треків | Список треків                  | Список треків |
| #             | Назва                          | Тривалість    |
| ------------- | ------------------------------ | ------------- |
| 1.            | «L'inconnu»                    | 1:56          |
| 2.            | «Nous»                         | 1:36          |
| 3.            | «Vision»                       | 1:55          |
| 4.            | «A la lumière des diamants»    | 1:37          |
| 5.            | «Mon enfant»                   | 3:04          |
| 6.            | «First Light»                  | 0:36          |
| 7.            | «Ali & Matthias»               | 2:14          |
| 8.            | «A la lumière des diamants II» | 1:37          |
| 9.            | «Holograms»                    | 2:22          |
| 10.           | «Vision II»                    | 2:22          |
| 11.           | «Nous II»                      | 1:31          |
| 12.           | «Ali & Matthias II»            | 2:12          |
| 13.           | «To Sudden Silence»            | 2:33          |
| 14.           | «Adieux»                       | 1:04          |
| 15.           | «Un nouveau soleil»            | 6:42          |
| 34:00         |                                |               |

## Визнання
| Нагороди та номінації фільму «Зустрічі після опівночі» | Нагороди та номінації фільму «Зустрічі після опівночі» | Нагороди та номінації фільму «Зустрічі після опівночі» | Нагороди та номінації фільму «Зустрічі після опівночі» | Нагороди та номінації фільму «Зустрічі після опівночі» | Нагороди та номінації фільму «Зустрічі після опівночі» |
| Рік                                                    | Кінофестиваль/кінопремія                               | Категорія/нагорода                                     | Номінант                                               | Результат                                              |                                                        |
| ------------------------------------------------------ | ------------------------------------------------------ | ------------------------------------------------------ | ------------------------------------------------------ | ------------------------------------------------------ | ------------------------------------------------------ |
| 2013                                                   | 66-й Каннський кінофестиваль                           | Золота камера                                          | Зустрічі після опівночі                                | Номінація                                              |                                                        |
| 2013                                                   | 66-й Каннський кінофестиваль                           | Queer Palm                                             | Зустрічі після опівночі                                | Номінація                                              |                                                        |
| 2013                                                   | Міланський кінофестиваль                               | Найкращий художній фільм                               | Зустрічі після опівночі                                | Перемога                                               |                                                        |
| 2013                                                   | Каталонський міжнародний кінофестиваль у Сіджасі       | Приз «Нове бачення» за найкращий фільм                 | Зустрічі після опівночі                                | Номінація                                              |                                                        |
| 2013                                                   | Афінський міжнародний кінофестиваль                    | «Золота Афіна» за найкращий фільм                      | Зустрічі після опівночі                                | Перемога                                               |                                                        |